# 5498 Gustafsson
5498 Gustafsson este un asteroid din centura principală de asteroizi.

## Descriere
5498 Gustafsson este un asteroid din centura principală de asteroizi. A fost descoperit pe 16 martie 1980 la Observatorul La Silla de Claes-Ingvar Lagerkvist. El prezintă o orbită caracterizată de o semiaxă mare de 2,25 ua, o excentricitate de 0,15 și o înclinație de 2,1° în raport cu ecliptica.